# NGC 5392
NGC 5392 ist eine 13,9 mag helle, linsenförmige Galaxie vom Hubble-Typ S0-a im Sternbild Jungfrau. Sie ist schätzungsweise 326 Millionen Lichtjahre von der Milchstraße entfernt und hat einen Durchmesser von etwa 120.000 Lj.
Im selben Himmelsareal befinden sich u. a. die Galaxien NGC 5400 und IC 968.
Das Objekt wurde am 15. April 1787 von Wilhelm Herschel mit einem 18,7-Zoll-Spiegelteleskop entdeckt, der sie dabei mit „eF, vS“ beschrieb.